# Abbaye de New Clairvaux
L'abbaye de New Clairvaux (en français, « nouveau Clairvaux »), également appelée abbaye de Vina, est un monastère trappiste situé dans le nord de la Californie. Fondée en 1955, la communauté est toujours active.

## Situation et toponymie
New Clairvaux est située environ cent cinquante kilomètres au nord de Sacramento, sur la rive gauche du fleuve éponyme.
Comme le nom (espagnol) du lieu l'indique, l'abbaye est située dans une région vinicole. En revanche, le nom « New Clairvaux » a été décidé par les moines de Gethsemani, en l'honneur de Bernard de Clairvaux ; deux années avant la fondation de l'abbaye californienne, les cisterciens fêtaient en effet le neuvième centenaire de la mort du prédicateur.

## Histoire

### Fondation
En 1955, l'abbaye Notre-Dame de Gethsemani, alors florissante, choisit de d'essaimer par la constitution d'une abbaye-fille. Un terrain de 236 hectares est acheté à Vina et le groupe qui part fonder la communauté comprend douze moines et quatorze convers. New Clairvaux reste simple prieuré jusqu'en 1959, puis devient abbaye à part entière.

### Développement
Le 28 novembre 1970, un incendie détruit une grande partie de l'abbaye. Un des moines, ancien styliste d'Hollywood, propose un projet de reconstruction tentant de concilier l'architecture cistercienne traditionnelle avec des éléments hispaniques et orientaux.
En 2013, la communauté compte vingt-trois moines, dont un postulant, un novice et trois moines ayant prononcé leurs vœux en 2012.

### Abbés
- Anselme Steinke (supérieur de septembre 1955 au 27 octobre 1959) ;
- Eusebius Wagner (abbé du 27 octobre 1959 au 24 juin 1968) ;
- Bernard Johnoson (abbé du 31 juillet 1968 au 7 octobre 1970 ;
- Thomas Davis (supérieur du 22 octobre 1970 au 22 juillet 1972, puis abbé jusqu'au 1er décembre 2008) ;
- Paul Mark Schwan (abbé depuis 2009 et prévu jusqu'en 2021[2]).

## Architecture
Le trait le plus caractéristique de l'abbaye de New Clairvaux est d'intégrer des éléments gothiques du XIIe siècle ; en effet, l'abbaye Santa María de Óvila, située en Espagne, au nord de Madrid, est fermée depuis le désamortissement de Mendizábal (1835). Ses pierres avaient été transportées aux États-Unis au début du XXe siècle et entreposées dans le parc du Golden Gate ; les moines de New Clairvaux ont imaginé d'utiliser ces pierres afin de reconstruire certains bâtiments monastiques dans le style cistercien médiéval ; ce projet, d'un coût de sept millions de dollars, ne reçoit l'aval des autorités qu'en 1994.